# Oberschwarzach
Oberschwarzach település Németországban, azon belül Bajorországban. Lakosainak száma 1446 fő (2023. december 31.).

## Népesség
A település népessége az elmúlt években az alábbi módon változott:
| Lakosok száma | 703  | 794  | 897  | 1397 | 1411 | 1385 | 1398 | 1414 | 1425 | 1446 |
|               | 1875 | 1950 | 1975 | 1987 | 2012 | 2014 | 2016 | 2017 | 2021 | 2023 |